# Literatura en frisón
Literatura frisona hace referencia a las obras escritas en frisón, particularmente en la provincia de Frisia en los Países Bajos, de la cual han sobrevivido la mayor parte de los textos antiguos.

## Primeros testimonios
Hay constancia de cantos épicos y de gesta en frisón en el siglo VIII, tal como testimonia San Ludiger, que hace mención de un cantante ciego frisón, Bernlêf (hacia 793), que celebraba las gestas de los antepasados, así como batallas de los reyes frisones, acompañado por un arpa (Frísia occidental), pero se han perdido las versiones originales. El texto más antiguo conservado es una versión interlineal de unos salmos del siglo XI.
Las primeras muestras escritas de la literatura frisona aparecieron en el siglo XIII, Hungsingoër tekst de 1252, así como las compilaciones del Skeltana Rjucht (Derecho de los magistrados), compilación de derechos y privilegios de los frisones que anteriormente habían sido recogidos en la Lex Frisorum, hasta entonces fuente de la tradición legal, y Thet Fryske Riim (Crónica real frisona), compilada en 1400 por el magister Alvinus de Snits.

## Los siglos XVI y XVIII

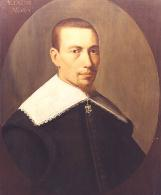
Gysbert Japicx, pintado por Matthijs Harings (1646)

Después de la independencia de las Provincias Unidas, a pesar de que la lengua oficial era el neerlandés, se produjo un renacimiento de la literatura frisona, puesto que el frisón había sido la lengua de los textos administrativos hasta 1573. Entre 1400 y 1500 ya habían destacado los historiadores en latín Ubbo Emmius, Cornelius Kempius y Andries Cornelius. En 1540 Reyner Bojerman escribió una obra sobre el origen de los frisones y de la misma época fueron los poetas Johan fen Hichtum (1560-1628) y Jan Jans Starter (1594-1626), neerlandés que en 1618 publicó el interludio De vermaecklijke sotteclucht van een advocaat en een boer op't plato fries (La farsa divertida de un abogado y un labrador en bajo frisón), así como el compilador de proverbios Jurgen fen Burmania (hacia 1614). El principal escritor en frisón occidental fue Gysbert Japicx (1603-1666), admirador de Horacio y de Ovidio y ardiente defensor de la memmentael (lengua materna) que conseguirá elevar el frisón al rango de lengua literaria. De esta época se conservan muchos poemas nupciales, como los diálogos entre madre e hija sobre las cualidades de un buen marido, como Ansck in houck (1639), y un poema, Woutir in tjalle, donde un labrador borracho hace el amor con la novia en una granja. También destacaron en aquellos años los poemas en frisón De Bronswaan (1686) de la poetisa neerlandesa Titia Brongersma.
De aquella época también son algunos estudios etimológicos e históricos sobre los frisones y su habla, como los de los eruditos Johannes de Laet (1581-1649) y Franciscus Junius, así como el estudio etimológico Etymologicum Teutonicum (1599) de Cornelis van Kilian, donde se compara el viejo frisón (hablado entre 1200 y 1550) con el holandés y el inglés.
En 1701 se escribió la comedia anónima Waantze gribberts brilloft. Durante el siglo XVIII destacaría el erudito de Hamburgo Cadovius Müller, autor de un Memoriale linguae frisiae compuesto en 1691 pero que no fue publicado hasta 1725 en la tierra de Herling (Frisia Oriental) y dónde se incluyen canciones del pastor Buhske de Remmer. Por otro lado, en frisón occidental destacaron Jan Althuyssen (1715-1763) y Eelke Menderts (1732-1810). Por su parte, Tileman Wiarde (1746-1826) fue autor del primer diccionario del viejo frisón en 1786. Entre los referentes de la Ilustración en Frísia encontramos, aparte del mismo Menderts, el poeta Feike Hiddes van der Ploeg (1736-1790) y Everwenius Wassenbergh (1742-1836), poeta y educador, que fundó la primera escuela para enseñar a leer y escribir en frisón y que será el futuro referente del incipiente movimiento frisón del siglo XIX.

## ElsigloXIX
El siglo XIX supuso la consagración definitiva de la literatura frisona. Con respecto al frisón septentrional, J.P. Jansen de Sylt (1765-1855) publicó la comedia Di gidtshals (El avaro, 1809) en Flensburg y el gramático Outzen un Glossarium der Friesischen (1837). También se publicó un Friesisches Archiv de 1847 a 1854, así como un Diccionario del Frisón Oriental por Doorkaart-Koolman (1877-1885) y las compilaciones de poesías en frisón septentrional hechas por Lieb, Sulter lutspiele (1898), y por Moritz Momme Nissen, Di freske sjemstin (El espejo frisón, 1868). Otra autora conocida fue Katherine Ingwersen.
En cuanto al frisón occidental, los precursores del renacimiento frisón fueron el poeta trotamundos Jan-Knjilles-Piter Salverda (1786-1836), Rinse Posthumus (1790-1859) y Eeltsje Hiddes Halbertsma (1797-1858), médico y poeta, así como sus hermanos Joost Hiddes Halbertsma (1789-1869), filólogo y prosista, y Tsjelling Hiddes Halbertsma (1792-1852), comerciante.

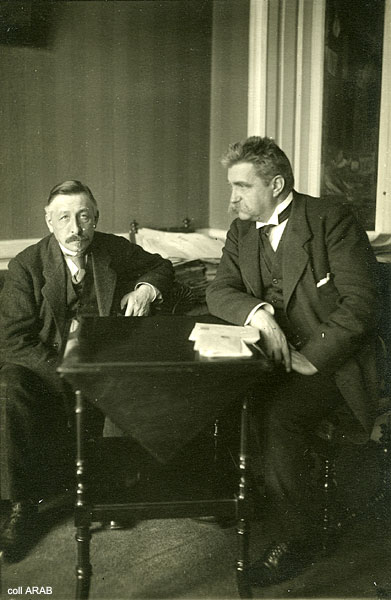
Piter Jelles Troelstra a la derecha del político sueco Hjalmar Branting, durante la Conferencia de Paz Estocolmo de 1917.

Más tarde, la aparición de la Frysk Genoatskap van Geschied Oudheid en Taalkunde en 1827 y de la Selskip foar Fryske Tael-en-Skrftekenisse facilitarán la formación de una importante generación de autores frisones, los denominados folks-skriuwers (escritores populares). Entre ellos destacaron Tsjebbe Gearts Van der Meulen (1824-1906), influido por Dickens, J.G. Blom (1791-1871), Hettema, Auke Boonemmer (1823-1894), el gramático y uno de los padres del frisón moderno, Waling Dykstra (1821-1914) con traducciones al frisón de las obras de Molière Tarturfo, El avaro y El médico a palos; S.H. Hylkema, el naturalista Sake Knjillis Feitsma (1850-1918), muerto por suicidio; los publicistas Oebele Stelligwerf (1848-1897) y Japik Hepkema (1845-1919); los cuentistas Johannes D. Baarda (1836-1903) y J.S. van der Steegh (1831-1882); el satírico Jentsje Sytema (1824-1885); los novelistas históricos Douwe Hansma (1812-1891) y Japik Asman (1833-1902); el poeta Winsen Faber (1830-1918); L.C. Murray Baker (1822-1911), traductor de Fausto al frisón; el pangermànico Johann Winkler (1840-1916); el didáctico Hjerre Gerrits van der Veen (1816-1887) y el autor para niños Gerben Postma (1847-1925).
El más conocido poeta y político de la época fue Piter Jelles Troelstra, pero desde el 1910 abandonó la poesía por la política. Continuador suyo y de los anteriores fueron los poetas Sikke Sibes Koldyk (1861-1927) y Jan Ritskes Kloosterman (1847-1914), los narradores Tsjelling Eeltsjes Halbertsma (1848-1912) sobrino de T.H. Halbertsma, Cornelis Wielsma (1845-1922) y el dramaturgo Tsjeald Velstra (1840-1910).
También fueron importantes los estudios de gramática, muy abundantes. El alemán Rasmus Rask compuso una Frisisk sproglaere (1826); Sturenberg un Diccionario del frisón oriental en 1857; Karl von Richthofen compuso un Friesische Rechtsquellen (Fuentes del derecho frisón, 1840) y Altfriesisches Wörterbuch (1840) sobre el antiguo frisón, a la vez que Ecco Epkema (1754-1832) lo hizo del frisón medio en 1824; con respecto a los escritos bíblicos, J. Piters Halbertsma tradujo el Evangelio de San Mateo en 1854, mientras Gerben Colmjon tradujo el de San Lucas en 1879. Con respecto a las gramáticas y diccionarios, además hay que destacar el Benopte friesche sprakkunst (1863) de Gerben Colmjon (1828-1884), el Lexicon frisorum A-F (1874) de Halbertsma y el Altofriesische grammatik (1890) de Van Helten.

## Literatura delsigloXX
El siglo XX empieza literariamente con dos organizaciones inicialmente rivales, pero que poco a poco fueron aproximando posturas. Por un lado, la Kristlik Selskip foar Fryske Tael en Skriftennisse (Sociedad Cristiana por la lengua y literatura frisones), fundada en 1908 y dirigida literariamente por Lutzen Wagenaar (1855-1910), discípulo de Rinze Zylstra (1856-1878), por el poeta y filólogo Onno Harments Sylstra (1858-1939), hijo de Harmen Sylstra y por el lírico Johannes Bernard Schepers (1865-1937) y A. M. Wybenga (1881-??); y por otro, la Jongfryske Mienskip (Comunidad de Jóvenes Frisones), fundada en 1918 como movimiento estético de carácter nacionalista, con autores como Douwe Kalma (1896-1953) que tradujo a Homero, Shakespeare, Milton, Shelley y Molière; el poeta Jan Jelles Hof Jan Fen'e Gaestmar (1872-1958); la novelista Simke Kloosterman (1876-1931), el ensayista y articulista Eelstje Boates Folkertsma (1893-?), traductor de Las confesiones de San Agustín; Meint Hylkes Bottema Marten Bottema (1890-1918) y Rintsje Piter Sybesma (1894-?).
Ambas agruparían autores frisones de renombre como Rudolf Wilhelm Canne (1870-1931), Yme Shuitmaker (1877-19), influido por Ibsen y Hauptmann; Reinder Brolsma (1882-19 ); Obbe Postma (1868-1963) poeta y traductor de Rilke y Dickinson al frisón, Hendrika van Dorssen Rixt (1887-19 ), el cuentista Marcus Miedema (1841-1911), los poetas Sjoerd Meinesz (1850-1938), Rinke Tolman (1891-??), Pyt van der Burg (1893-1922) y Sjouke de Zee (1867-??); el poeta católico Gerben Rypma (1878-??) y Teatse E. Holtrop (1865-1925), cuentista y traductor de Shakespeare.
Después de la Segunda Guerra Mundial, destacarían los poetas Douwe H. Kiestra (1899-1970), Sibe Douwes de Jong L. Martena (1897-?), Gerben Brouwer (1900-??) y los más importantes, Fedde Schurer (1898-1968) y Douwe Tamminga (1909-2002). A ellos se unieron algunos literatos que desde 1930 se mostraron a favor de la prosa narrativa en lugar de la poesía, como B.R.S. Pollema (1883-?), miembro de la Kristlik i Bouke Tuinstra (1900-??); Abe Brouwer (1901-1985) y otros autores de los cuarenta, como los dramaturgos Evert Zandstra, T. Bylsma, Ane Jousma, J.P. Wiersma, O. Veenstra, Watze Cuperus (1891-1966) y Barend van der Veen; los narradores Ulbe van Houten (1904), Nyckle J. Haisma (1907-1943), muerto en un campo de concentración japonés en Java, Jan Pybenga (1910) e Ype Poortinga (1910); y los poetas Inne de Jong (1894-??), A. R. Scholten (1910-1944), Sytse J. Van der Molen (1912) y Johan D. De Jong (1912).
Después de los años cincuenta, hay que destacar Jan Dijkstra Sjoerd Spanninga (1906-?), Govert A.G. Meerburg Marten Sikkema (1918), Anne S. Wadman (1919-1997), Freark W. Dam (1924), Lipkje Post-Beuckens Ypk fan der Foer (1908-1983), Sjoerd van der Schaaf (1906) y Geart Jonkmen (1910). Entre 1954 y 1968 se formaron dos grupos literarios alrededor de la revista Quatrebras, los reeddomp-rige (Marten Sikkema, F. Dam y Jan Wybenga) y los trotwaer (Steven De Jong, 1935, y Rienck Van der Leest, 1933).
Finalmente, sólo falta mencionar a los críticos y filólogos frisones Geert Aeilco Wumkes (1869-1984), responsable de la traducción de la Biblia al frisón en 1946, Anne Sybe Wadman (1919-1997), Jan Wybenga (1910), el etimólogo W.J. Buma y la gran obra de Van der Veen, Wurdboek fan de Fryske taal (Diccionario de la lengua frisona, 1984).